# Hemerotrecha truncata
Hemerotrecha truncata är en spindeldjursart som beskrevs av Muma 1951. Hemerotrecha truncata ingår i släktet Hemerotrecha och familjen Eremobatidae. Inga underarter finns listade i Catalogue of Life.